# Daniel Variations
Daniel Variations is een compositie van de Amerikaanse componist Steve Reich. Het is een min of meer religieus werk (Reich is jood), dat geschreven is in de eigen stijl van Reich; minimal music, waarbij de nadruk ligt op een strak ritmisch patroon, dat de muzikale handtekening van de componist is. Reich zelf vond het zelf ook een politiek werk.

## Geschiedenis
De ontstaansgeschiedenis van dit werk kent een aantal bronnen. Allereerst is daar de brute moord op de Amerikaanse journalist Daniel Pearl in 2002; Pearl schreef onder meer voor The Wall Street Journal. Tijdens een verblijf in Pakistan werd hij door moslimfundamentalisten gevangengenomen en uiteindelijk onthoofd. Reich raakte pas later bekend met de uiteindelijke omstandigheden van Pearls dood door een gesprek met Judea Pearl, Daniels vader.
Een andere ingang is de aanslag op 11 september 2001 op het World Trade Center te New York. Reich zelf was toen niet in New York, maar zijn zoon woonde in de omgeving van het getroffen gebied (maar werd zelf niet rechtstreeks getroffen) en deed telefonisch verslag van wat gebeurde.
De derde ingang wordt gevormd door het Bijbelboek Daniël, waarin Daniël de dromen van Nebukadnezar II duidde. Reich plaatste dat boek naar het heden (2001 dan).
Deze drie initiators van dit werk leidden uiteindelijk tot het componeren van de Daniel Variations, een werk voor zangstemmen met begeleiding.

## Delen
Het werk is onderverdeeld in vier delen, die zonder pauze achterelkaar gespeeld worden. De delen 1 en 3 zijn daarbij gerelateerd aan het Bijbelboek; de delen 2 en 4 aan Daniel Pearl:
1. I saw a dream. Images upon my my bed & visions in my head frightened me.
2. My name is Daniel Pearl (I'm a Jewish American from Encino California)
3. Let the dream fall back on the dreaded
4. I sure hope Gabriel like my music, when the day is done.

De teksten van 1 en 3 komen uit Daniel 4:5 (4:19 in Christelijke vertalingen). De tekst van deel 2 is de tekst die Daniel Pearl uitsprak op een video vlak voordat het omgebracht werd. De tekst van deel 4 komt uit de muziekverzameling van Daniel Pearl; Stuff Smith and the Onyx Club Orchestra speelden op een album I Hope Gabriel Likes My Music; de tekstaanvulling is van Reich zelf.
Het werk werd gesponsord door de Daniel Pearl Foundation en kreeg haar eerste uitvoering op 8 oktober 2006 in het Londense Barbican Centre.

## Muziek
De muziek is, zoals vaker bij Reich, gebaseerd op twee harmonische patronen, die tegen of naast elkaar zijn gezet. Vier mineur akkoorden vormen de eerste lijn (e, g, bes en cis-mineur) voor de delen 1 en 3. Voor de delen 2 en 4 betreft het vier majeurakkoorden (G, Bes, Des en E). Het werk wordt in gang gezet door de piano's, een van de favoriete muziekinstrumenten van Reich; zij worden direct aangevuld door hét lievelingsinstrument van de componist, de vibrafoon(s). De piano begint statig en geeft verder het basisritme aan als een soort langzame basso continuo. Door de toon relatief lang aan te houden zorgt het voor de impuls om het werk gaande te houden, tegelijkertijd geeft het een rem op de neiging Reichs muziek steeds sneller te spelen. De delen 2 en 4 bevatten als "hoofdinstrumenten" de strijkinstrumenten; Pearl was zelf violist en Reich hing daar deze twee delen aan op.

## Orkestratie
- 2 sopranen, 2 tenoren
- 2 klarinetten
- 4 vibrafoons, grote trom en tamtam, 2 piano's
- 2 violen, 1 altviool, 1 cello (samenstelling strijkkwartet).

## Discografie
- uitgave Nonesuch Records: Los Angeles Master Chorale ; een opname uit 2007

## Bron
- uitgave compact disc